# Seznam zápasů reprezentace Bosny a Hercegoviny na MS
Fotbalová reprezentace Bosny a Hercegoviny byla celkem 1x na mistrovstvích světa ve fotbale a to v roce 2014.
- Aktualizace po MS 2014 - Počet utkání - 3 - Vítězství - 1x - Remízy - 0x - Prohry - 2x

| Číslo | Soupeř    | Výsledek | MS      | Fáze turnaje       | Góly Bosny a Hercegoviny                     |
| ----- | --------- | -------- | ------- | ------------------ | -------------------------------------------- |
| 1.    | Argentina | 1 – 2    | MS 2014 | základní skupina F | Vedad Ibišević                               |
| 2.    | Nigérie   | 0 – 1    | MS 2014 | základní skupina F | Ne                                           |
| 3.    | Írán      | 3 – 1    | MS 2014 | základní skupina F | Edin Džeko, Miralem Pjanić, Avdija Vršajević |